# 南部・ゴールドストーン粒子
南部・ゴールドストーン粒子（なんぶ・ゴールドストーンりゅうし）とは、系の大域的連続対称性が自発的に破れているときに現れる質量＝0の粒子のことを言う。
ローレンツ対称性を持つ理論における連続な内部対称性が自発的に破れた際は、質量0のスカラーボソンが現れる。この場合は、破れた生成子と現れる南部・ゴールドストーン粒子の数とは1：1に対応している。大域的超対称性が自発的に破れた際は、ゴールドスティーノと呼ばれるフェルミオンが現れる。